# Pergamonska knjižnica
Pergamonska knjižnica v Pergamonu v Turčiji je bila ena najpomembnejših knjižnic v antičnem svetu. 

## Pergamon
Pergamon ali Pergamum, tudi Pergam, je bil ustanovljen pred helenističnim obdobjem in je bil pomembno antično grško mesto v Anatoliji. Zdaj je blizu sodobnega turškega mesta Bergama. Ko je vladala dinastija Atalidov, je mesto pod kraljem Evmenom II. iz  Pergama, ki je začel zavezništvo z Rimsko republiko in prekinil vezi z Makedonijo, postalo upravno središče.
Pod vladavino Evmena II. (197–160)  je bil Pergamon bogato, razvijajoče se mesto z več kot 200.000 prebivalci. Kulturno so tekmovali le z mestoma Aleksandrija in Antiohija. V tem času so bila izdelana številna pomembna  kiparska in arhitekturna dela, tudi veliki Pergamonski oltar. Po smrti Atala III., sina Evmena II., leta 133 pr. n. št., je Pergamon pripadel Rimski republiki. Po padcu Konstantinopla je postal del Osmanskega cesarstva.
Pergamon je tudi pomembno mesto v Novi zavezi, izrecno ga je omenil sveti Janez kot eno od sedmih cerkva v Knjigi razodetij. Razvaline Pergamona in njegove knjižnice so zdaj pomembno arheološko najdišče v Turčiji.

## Knjižnica
Pergamonska knjižnica naj bi imela po pisanju Plutarha približno 200.000 enot.  Zgrajena je bila v obdobju vladanja Evmena II. Bila je na severnem koncu akropole ter postala ena najpomembnejših knjižnic v antičnem svetu. Kulturni pergamonski vladarji so zgradili knjižnico, ki je bila druga za veliko knjižnico v Aleksandriji.  Flavia Melitene, ki je bila ugledna državljanka Pergamona in žena mestnega svetnika, je bila ključna za delovanje knjižnice.  Knjižnici je podarila tudi Hadrijanov kip. Znano je, da je bil v 2. stoletju pred našim štetjem zaposlen v njej neki Artemon, čeprav o njem ne vemo nič.  Ostal ni noben seznam knjig ali katalog, zato je nemogoče poznati resnično velikost ali obseg te zbirke.
Knjižnica je imela štiri sobe, od katerih je bila največja glavna bralna soba (13,4 x 15,2 m), obložena s številnimi policami. Med zunanjimi stenami in policami je bil prazen prostor širine približno 50 cm, da bi omogočili kroženje zraka, s čimer bi preprečili, da bi knjižnica postala preveč vlažna v toplem podnebju Anatolije, kar je bil zgodnji poskus zavarovanja. V glavni čitalnici je stal 3 m visok kip Atene, oblikovan po kipu v Partenonu. 
Rokopisi so bili napisani na pergamentu, zviti in nato shranjeni na police. Dejansko je beseda "pergament" izpeljana iz besede pergamon (prek latinskega pergamenum in francoskega parchemin). Pergamon je bil središče pergamentne izdelave v helenističnem obdobju.  Po legendi je bil pergament izumljen v Pergamonu, da bi nadomestil uporabo papirusa, za katerega so v Aleksandriji, v tekmovalnem mestu, uvedli monopol. A je to mit. Pergament so uporabljali v Anatoliji in tudi drugje že precej pred vzponom Pergamona.  Pergament je zmanjšal odvisnost rimskega cesarstva od egiptovskega papirusa in omogočil povečano širjenje znanja po vsej Evropi in Aziji.

## Nazadovanje
Pergamonsko kraljestvo je padlo pod Rimljane leta 133 pr. n. št. in knjižnico so začeli zanemarjati. Po legendi, ki jo je zapisal Plutarh, je Mark Antonij zbral zbirko 200.000 zvitkov in jih podaril svoji novi ženi Kleopatri leta 43 pr. n. št.  verjetno v prizadevanjih za obnovitev Aleksandrijske knjižnice, ki so jo leta 47 pr. n. št. uničili ptolemejski plenilci. Cesar Avgust je po smrti Antonija vrnil nekaj zvitkov v Pergamon. Knjižnica je obstajala še v dobi krščanstva, kasneje pa ni bila več omenjena, kar kaže, da njena zbirka ni bila več pomembna.
Razvaline knjižnice stojijo na vrhu hriba v bližini Artemidinega svetišča in drugih zgradb Pergamonske akropole.